# Avenue Jean-Jaurès (Les Pavillons-sous-Bois)
Pour les articles homonymes, voir Avenue Jean-Jaurès.
L'avenue Jean-Jaurès, est un important axe de communication des Pavillons-sous-Bois. Elle suit le parcours de la route départementale 117.

## Situation et accès
Partant à l'ouest du lieu-dit la Fourche, intersection avec ce qui était autrefois le Grand Chemin, l'avenue Jean-Jaurès traverse le quartier de la Basoche, puis croise la route départementale 10E, à l'Hôtel-de-Ville où se rencontrent l'avenue Franklin et l'avenue du Président-Wilson.
Elle franchit ensuite, après le boulevard Pasteur, la ligne 4 du tramway d'Île-de-France, dite ligne des Coquetiers qui marque l'entrée dans la ville du Raincy. Elle se termine immédiatement après, à l'intersection avec l'allée de Rosny et le boulevard d'Aulnay à Villemomble, dans l'axe de l'avenue Thiers.
Cette avenue est desservie à l'est par la gare des Pavillons-sous-Bois.

## Origine du nom

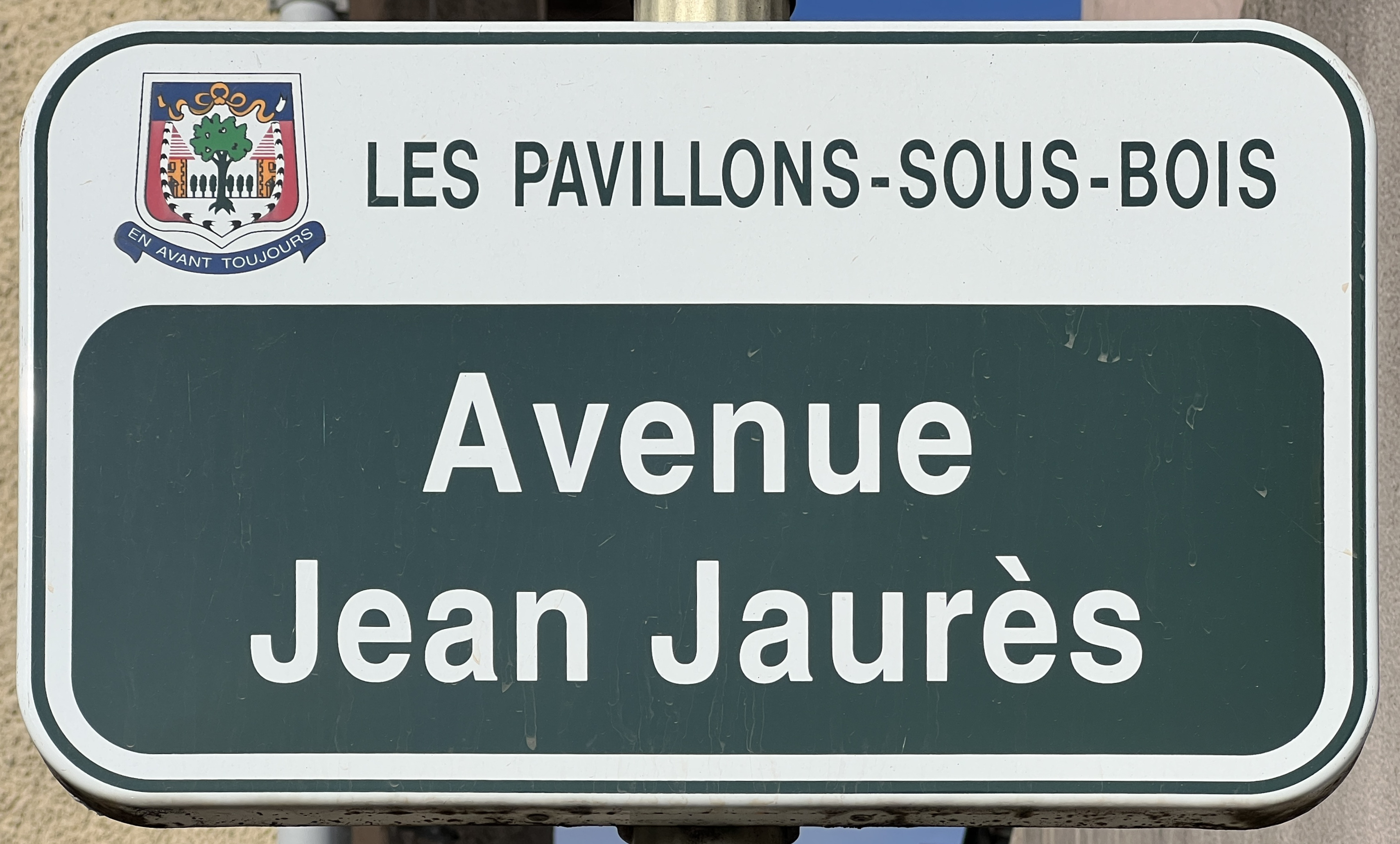
Plaque de l'avenue.

Elle rend hommage à l'homme politique français Jean Jaurès (1859-1914).

## Historique
Cette voie de communication était à l'origine un sentier qui reliait le lieudit la Fourche à un prieuré de l'abbaye bénédictine de Tiron.
En 1633, « la terre des Rincis » fut achetée par Jacques Bordier, conseiller d'État et intendant des finances du roi Louis XIII, qui y fit bâtir le château du Raincy.
En 1770, la famille des ducs d'Orléans acquit ce domaine et fit bâtir deux pavillons de chasse à l'entrée de l'allée qui menait au château. Ces deux pavillons, qui ont donné son nom à la commune, sont toujours visibles.
Cette avenue qui a été appelée avenue des Pavillons a pris sa dénomination actuelle après la première guerre mondiale.
L'avenue Jean-Jaurès est la voie centrale qui reste de cette ancienne allée majestueuse bordée d'arbres et de jardins.

## Bâtiments remarquables et lieux de mémoire
- Mairie des Pavillons-sous-Bois.
- Les deux pavillons de garde marquant l'entrée du domaine[2].